# تیزیانو فریری
تیزیانو فریری (انگلیسی: Tiziano Frieri؛ زادهٔ ۲۲ دسامبر ۱۹۴۴) بازیکن فوتبال اهل ایتالیا است.
از باشگاه‌هایی که در آن بازی کرده‌است می‌توان به باشگاه فوتبال لچه اشاره کرد.